# Saperda lateralis
Saperda lateralis là một loài bọ cánh cứng trong họ Cerambycidae.